# My War
My War är The Bear Quartets åttonde studioalbum, utgivet 2000.

## Låtlista[1]
1. "What I Hate" - 7:57
2. "Old Friends" - 4:00
3. "Helpless" - 3:19
4. "Everybody Gets to Play" - 4:42
5. "Needs Vs. Facts" - 3:11
6. "Walking Out" - 6:06
7. "Eastbound" - 1:08
8. "I Had a Job" - 4:49
9. "I Don't Wanna" - 5:01
10. "I Can Wait" - 3:17

## Mottagande
Allmusic.com gav skivan 4/5. Nöjesguiden gav betyget 5/6.